# Gustav Hertz
Gustav Hertz, född 22 juli 1887 i Hamburg, död 30 oktober 1975 i Berlin, var en tysk vetenskapsman, professor och nobelpristagare. Han var brorson till Heinrich Hertz.

## Biografi
Hertz föddes i Hamburg och studerade vid universiteten i Göttingen, München och Berlin tills han utexaminerades 1911. 1913 påbörjade han en tjänst som forskningsassistent vid Berlins universitet, men var tvungen att lämna tjänsten redan året därpå på grund av första världskriget. Under kriget skadades Hertz allvarligt, men kunde ändå återvända till Berlin 1917 där han nu fick tjänst som "Privatdocent". Mellan 1920 och 1925 arbetade han i fysiklaboratoriet vid Philips lampfabrik i Eindhoven.
1925 blev Hertz vald till professor och chef för Institutet för fysik vid Halles universitet, där han stannade till 1928 innan han återigen flyttade till Berlin för att bli chef för Institutet för fysik vid Technische Hochschule Berlin. Av politiska skäl lämnade han den akademiska världen 1935 för att istället verka i industrin genom sin tjänst som chef för Siemens forskningslaboratorium.
Vid krigsslutet 1945 valde Hertz att flytta till Sovjetunionen, där han arbetade till 1954, då han tilläts att flytta till Östtyskland och fick tjänst som forskningsbas för Institutet för fysik vid Karl-Marx-Universität i Leipzig. Där stannade han till sin pension. 
Hertz mottog 1925 Nobelpriset i fysik tillsammans med professor James Franck för deras upptäckt om de lagar som styr vid en kollision mellan en elektron och en atom (Franck-Hertz försök) och 1951 Max Planck-medaljen med James Franck.
Gustav Hertz var far till Hellmuth Hertz och farfar till Hans Hertz.